# Gordan
Gordan (in cirillico: Гордан) è un nome proprio di persona serbo, croato e macedone maschile.

## Varianti
- Maschili
  - Ipocoristici: Данко (Danko)[2]
- Femminili: Гордана (Gordana)[1]
  - Ipocoristici: Дана (Dana)[3]

## Origine e diffusione
Deriva dallo slavo meridionale gord e significa "dignitoso"; sia la forma maschile che la femminile vennero resi celebri dal romanzo del 1935 di Marija Jurić Zagorka Gordana.
Non va confuso coi nomi Gordon e Gordiano, di origine differente. Va poi notato che la forma diminutiva Danko è anche condivisa col nome Danijel e il diminutivo femminile Dana, oltre ad essere condiviso con Bogdana e Yordana, può avere anche origini differenti.

## Onomastico
Il nome è adespota, ovvero non è portato da alcun santo, pertanto l'onomastico ricade il  1º novembre, giorno di Ognissanti.

## Persone
- Gordan Bunoza, calciatore bosniaco

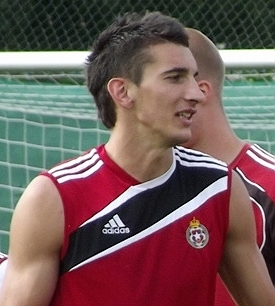
Gordan Bunoza

- Gordan Firić, cestista e allenatore di pallacanestro bosniaco
- Gordan Giriček, cestista croato
- Gordan Irović, calciatore jugoslavo
- Gordan Kožulj, nuotatore croato
- Gordan Petrić, calciatore serbo
- Gordan Vidović, calciatore belga
- Gordan Zadravec, cestista croato

### Variante Danko
- Danko Cvjetićanin, cestista croato
- Danko Lazović, calciatore serbo

### Variante femminile Gordana
- Gordana Bogojević, cestista serba
- Gordana Grubin, cestista serba
- Gordana Perkučin, tennistavolista serba